# Maurice Garreau
Pour les articles homonymes, voir Garreau et Maurice Barreau.
Maurice Garreau, né le 1er février 1847 à Tours et mort le 26 mai 1871 à la prison Mazas (Paris), est un serrurier, militant blanquiste et membre de la Commune de Paris comme directeur de la prison de Mazas.
Il ne doit pas être confondu avec Jules Garreau, cocher, garde au 244e bataillon pendant la guerre de 1870, puis, sous la Commune, membre du bataillon des Turcos chargé de garder le Louvre. Il est déporté à la déportation simple par le 8ème conseil de guerre de Saint-Germain le 19 mars 1872. 

## Biographie

### Éducation et militantisme
Maurice Garreau est le fils d'un bitumier qui reçut une éducation relativement avancée et il devient serrurier-mécanicien.
Après la chute de l'Empire, il émigre sur Paris où il fréquente des clubs révolutionnaires. En mars 1869, il est condamné à un mois de prison pour avoir participé à une réunion chez Pierre Budaille.
Il comparait encore devant un tribunal le 31 décembre 1869, pour avoir organisé avec Félix Pyat, Ferdinand Gambon et Marc Gromier une réunion électorale publique illégale et est condamné à un mois de prison,. Néanmoins, il apparaît le 21 janvier 1870 en tant qu'orateur au premier banquet des Associations ouvrières. Accusé de prendre part dans une tentative de complot contre Napoléon III, il est en détention provisoire avec son ami Gustave Flourens à la fin du mois de janvier 1870,.
Il est membre de la Délégation des Vingt arrondissements (nom provisoire du Comité central républicain des Vingt arrondissements) et signataire de l’Affiche rouge du 6 janvier 1871. Cette affiche destinés aux Parisiens attaque l’échec du Gouvernement de la Défense nationale.

### Commune de Paris
Affilié au « parti blanquiste », Raoul Rigault lui confie la responsabilité de la direction du Dépôt de la Préfecture de police le 20 mars 1871 durant la Commune de Paris.

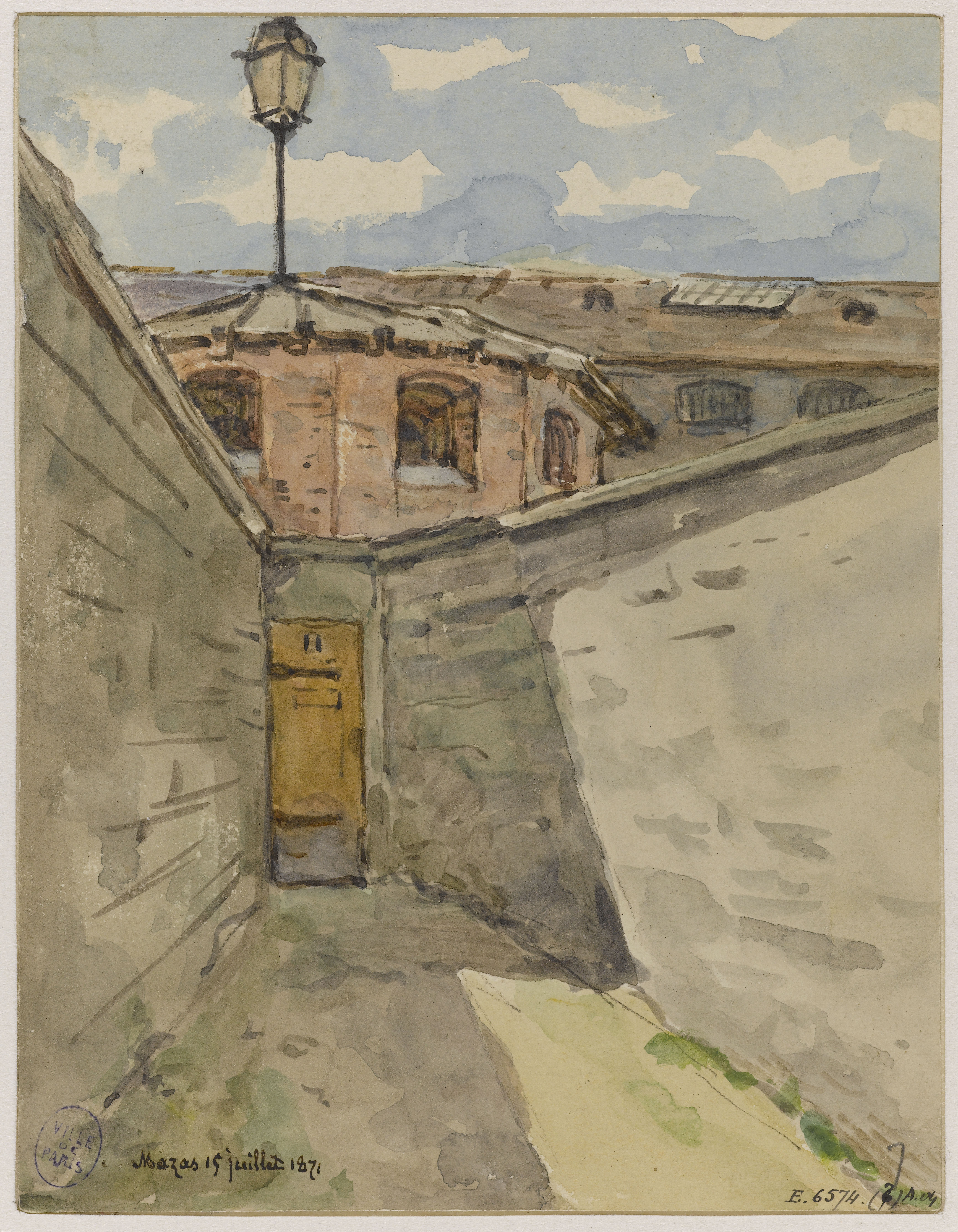
La prison de Mazas en 1871 dessinée par Amand Gautier.

Le 24 mars 1871, Eugène Varlin et François Jourde recourent à ses services de serrurier afin d'ouvrir un des coffres-forts de l’Hôtel de ville de Paris. Il est directeur de la prison Mazas dès la mi-avril,. Sous sa responsabilité, Garreau permet au président de la cour de cassation Bonjean et à l'Archevêque de Paris, Georges Darboy de recevoir des repas chauds venant de l’extérieur de la prison. L'abbé Crozes est sauvé par Maurice Garreau lors de son transfert. Le 25 mai, il s'oppose à l'exécution de l’ordre provenant du Comité de Salut public d’incendier la prison Mazas et de brûler les registres d’écrou,.
À l'issue de la semaine sanglante, Maurice Garreau est emprisonné et voit l'abbé Crozes avant d’être fusillé le 26 mai. Il semble que l'abbé Crozes donna à sa partenaire Marie Mercier sa lettre d’adieu qui fut ensuite publiée par Victor Hugo.
Il est fusillé à la prison Mazas et enterré au cimetière de Bercy.